# 미나문방구
《미나문방구》는 2013년에 개봉한 대한민국의 영화이다.

## 캐스팅
- 최강희 : 강미나 역
- 봉태규 : 최강호 역
- 주진모 : 강봉근 역
- 정규수 : 복덕방 배씨 역
- 김원해 : 나까마 장시 역
- 김고은 : 소영 역
- 박사랑 : 어린 미나 역
- 구승현 : 어린 강호 역
- 김단율 : 서진 역
- 양한열 : 태권 역
- 엄지성 : 오성 역
- 정준원 : 응철 역
- 유재상 : 종호 역
- 박서연 : 진희 역
- 황재원 : 오성동생 역
- 김영선 : 서진의 엄마 역
- 조하석 : 태권부 역
- 김지영 : 유치원 여아 역
- 태인호 : 외제차 남자 역
- 오민애 : 간병인 역
- 정민성 : 부부 남 역
- 박영규 : 이재근 역 (특별출연)
- 권해효 : 도청과장 역 (특별출연)
- 김서라 : 교장 역 (특별출연)
- 임원희 : 양복남 역 (특별출연)
- 김승훈 : 이성훈 역 (특별출연)

## 특기사항
영화의 내용상 배경은 전라북도 무주군이지만 실제 촬영지는 경상북도 경주시이다.